# Олимп (Марс)
Вижте пояснителната страница за други значения на Олимп.
Олимп Монс (на латински: Olympus Mons) е най-високият вулкан и планина, познат в Слънчевата система. Намира се на планетата Марс с месторазположение на приблизителни координати 18°N 133°W / 18, -133. Той е три пъти по-висок от Еверест, най-високия връх на Земята. През втората половина на 19 век, много преди космическите апарати да го изследват, астрономите са го смятали за особеност на албедото с името Nix Olympica (Снеговете на Олимп), въпреки че приемали възможността да е планина.
Върхът му се извисява на 27 km над средната повърхност на планетата, а в широчина се разпростира на 550 km. Открит е от сондата Маринър 9.